# Vision for Space Exploration
La Vision for Space Exploration è una strategia di esplorazione spaziale degli Stati Uniti d'America, annunciata il 14 gennaio 2004 dal Presidente degli Stati Uniti George W. Bush. Essa è stata interpretata come una risposta al Disastro dello Space Shuttle Columbia e un modo per riaccendere l'interesse pubblico verso l'esplorazione spaziale.

## Linee guida
Le linee guida principali sono:
1. Perseguire i quesiti più importanti: l'esplorazione sarà guidata dai quesiti scientifici e sociali più importanti, tra cui l'origine del Sistema Solare, l'esistenza di vita extraterrestre e la possibilità di abitare altri mondi.
2. Destinazioni multiple: le missioni inizieranno con il ritorno dell'uomo sulla Luna per permettere l'esplorazione di Marte e altre destinazioni.
3. Impiego delle capacità robotiche: le sonde robotizzate saranno le prime ad esplorare le destinazioni con i seguenti compiti:
  - ottenere dati scientifici
  - stabilire i possibili rischi per gli astronauti
  - dimostrare nuove tecnologie
  - identificare risorse
4. Impiego delle capacità umane: gli esseri umani seguiranno per:
  - condurre ricerche approfondite
  - dirigere e aggiornare gli esploratori robotici
  - preparare le risorse
  - dimostrare nuove capacità esplorative
5. Esplorazione sostenibile: verranno ricercate nuove tecnologie, investigate risorse lunari e spaziali per sviluppare delle strategie sostenibili, flessibili ed economiche

## Destinazioni

### Luna
La roadmap per l'esplorazione lunare comprende un orbiter nel 2008 e un lander nel 2009 per iniziare le verifiche per le esplorazioni successive. Esse saranno compiute da una serie di sonde, ad un ritmo massimo di una all'anno per testare dei network di comunicazione, componenti riutilizzabili e estrazione delle risorse.
In seguito sarà lanciata la prima missione umana entro il 2015. La Luna verrà utilizzata come ambiente operativo per testare le capacità esplorative dell'uomo in un luogo relativamente vicino alla Terra. Questa missione servirà da precursore per le future missioni su altre destinazioni e avrà il compito di testare nuovi approcci esplorativi, potenzialmente applicabili per il pianeta Marte:
1. l'utilizzazione delle risorse spaziali
2. la mobilità sulla superficie
3. la generazione di energia, risorse abitative e di supporto alla vita

Inoltre verranno effettuate ulteriori indagini scientifiche.

### Marte
Uno degli obiettivi scientifici più importanti e maggiormente perseguiti dalla NASA sul pianeta rosso è la determinazione della presenza di acqua e/o forme di vita, presente e passata. Dal 2011 è prevista una serie di sonde robotiche che dimostreranno nuove tecnologie come:
- nuovi sistemi per l'ingresso nell'atmosfera
- manovre di rendez-vous e aggancio in orbita su Marte
- atterraggi di precisione
- estrazione ed utilizzazione delle risorse
- telecomunicazioni ottiche

Inoltre forniranno dati fondamentali per la presenza dell'uomo, come la posizione delle risorse, siti di ricerca e pericoli.

### Lune esterne
Dopo la missione Galileo (la sonda Cassini non era ancora giunta a destinazione quando si stava pianificando questa strategia di esplorazione) sono stati scoperti importanti indizi sulla presenza di superfici ghiacciate sotto la superficie di alcune lune di Giove. Per questo motivo è iniziata la pianificazione di una missione che visiterà Europa, Callisto e Ganimede, chiamata Jupiter Icy Moons Orbiter. La sonda fa parte del Progetto Prometheus, che mira allo sviluppo di tecnologia per la propulsione ad energia nucleare nello spazio.
È possibile l'invio di ulteriori missioni su Titano, dopo il 2020.

### Osservazione dei pianeti extrasolari
L'osservazione di pianeti extrasolari è molto difficile da osservatori terrestri. Il Programma Astronomical Search for Origins della NASA mira a utilizzare dei telescopi spaziali come il telescopio Spitzer e il telescopio James Webb, oltre a varie missioni per cercare nuovi pianeti, soprattutto di massa simile a quella terrestre. Questi dati saranno utilizzati nel progetto di un telescopio spaziale avanzato chiamato Terrestrial Planet Finder in grado di rilevare dei pianeti extrasolari terrestri e la composizione di alcuni composti chimici caratteristici della presenza di vita.
Se il Terrestrial Planet Finder troverà pianeti con indizi di vita, la NASA proseguirà nella costruzione di altri telescopi spaziali dopo il 2020 per confermare l'esistenza della vita come il Life Finder Telescope, che fornirà anche delle immagini. Questi telescopi saranno complessi e posti lontano dalla Terra, e richiederanno la capacità di assemblare dei componenti nello spazio remoto.

## Velivoli e strutture
Nelle strategie presenti nella Vision for Space Explorations è previsto il completamento della Stazione spaziale internazionale tramite lo Space Shuttle. Le ricerche che verranno condotte sulla stazione sono necessarie per sviluppare nuove tecnologie, minimizzare i rischi per l'uomo nelle missioni spaziali, supportare gli astronauti che saranno inviati lontano dalla Terra e affrontare eventuali emergenze mediche.
Il Programma Constellation sarà sviluppato a partire dal 2008 per raggiungere le piene capacità operative non più tardi del 2014 con la progettazione del Crew Exploration Vehicle (che ha in seguito preso il nome di Orion). I trasporti verso la Stazione Spaziale Internazionale, dopo il ritiro degli Shuttle nel 2010, saranno affidati a:
- esistenti o nuovi sistemi di trasporto cargo
- sistemi di trasporto di partner internazionali

Infatti non è previsto lo sviluppo di nuovi veicoli, tranne nel caso siano necessari e non siano già stati sviluppati per scopi commerciali o militari.

## Riorganizzazione interna
Per eseguire questi progetti del presidente, la NASA ha compiuto una riorganizzazione interna. Mentre in precedenza l'organizzazione era composta da sei divisioni (Space Science, Earth Science, Biological and Physical Research, Aerospace Technology, Education, Space Flight). I cambiamenti hanno riguardato lo sviluppo di una nuova divisione chiamata Exploration Systems, responsabile della creazione dei velivoli di esplorazione, tra cui il Crew Exploration Vehicle, i sistemi ad energia nucleare e i sistemi di propulsione, oltre a tutte le tecnologie correlate. Molti componenti delle divisioni Aerospace Technology, Space Science e Space Flight sono stati trasferiti alla nuova divisione.
Questa nuova divisione avrà il compito di portare avanti le missioni robotiche sulla Luna e su Marte.
Le altre divisioni inoltre hanno posto maggiore importanza sulle ricerche che permetteranno l'esplorazione umana degli altri mondi. L'Office of the Space Architect sarà responsabile della coordinazione e l'integrazione tra le varie divisioni per rispettare la roadmap e raggiungere i requisiti di alto livello.

## Dettaglio del programma

### Attività di esplorazione in orbita bassa terrestre

#### Space Shuttle
- Ritorno al volo per lo Space Shuttle prima possibile, in base alle raccomandazioni del Columbia Accident investigation Board
- Focalizzare l'uso dello Space Shuttle sul completamento dell'assemblaggio della Stazione Spaziale Internazionale
- Ritirare lo Space Shuttle appena verrà completata la Stazione Spaziale Internazionale

#### Stazione Spaziale
- Completare l'assemblaggio della stazione, tra cui i componenti statunitensi che supportano gli obiettivi di esplorazione statunitensi e quelli dei partner internazionali
- Focalizzare la ricerca statunitense e l'impiego della stazione spaziale sul supporto agli obiettivi di esplorazione, enfatizzando la comprensione su come l'ambiente spaziale influisce sulla salute e le capacità degli astronauti e sviluppare contromisure
- Condurre le attività sulla stazione spaziale in modo consistente con gli obblighi contenuti negli accordi tra gli Stati Uniti e gli altri partner della stazione spaziale.

### Esplorazione spaziale oltre l'orbita bassa terrestre

#### Luna
- Intraprendere attività di esplorazione lunare per permettere l'esplorazione umana e robotica di Marte, oltre a destinazioni più lontane nel sistema solare
- A partire da non oltre il 2008, iniziare una serie di missioni robotiche sulla Luna per preparare e supportare le future attività umane di esplorazione
- Condurre la prima spedizione estesa umana sulla superficie lunare a partire dal 2015 ma non oltre il 2020
- Impiegare le attività di esplorazione lunare a scopo scientifico e per sviluppare e testare nuovi metodi, tecnologie e sistemi, tra cui l'uso di risorse lunari e spaziali, per supportare l'esplorazione sostenibile di Marte e di altre destinazioni

#### Marte ed altre destinazioni
- Condurre esplorazioni robotiche di Marte per ricercare prove di vita, per comprendere la storia del Sistema solare e preparare future esplorazioni umane
- Condurre esplorazioni robotiche attraverso il Sistema Solare per scopi scientifici e per supportare l'esplorazione umana. In particolare, esplorare le lune di Giove, gli asteroidi e altri corpi alla ricerca di prove sull'esistenza di vita, per comprendere la storia del Sistema Solare e per cercare risorse
- Condurre ricerche avanzate con l'uso di telescopi per cercare pianeti simili alla Terra ed ambienti abitabili attorno alle stelle
- Sviluppare e dimostrare la generazione di potenza, la propulsione, il supporto vitale ed altre capacità basilari richieste per supportare esplorazioni umane e robotiche più distanti, e/o più lunghe su Marte ed altre destinazioni
- Condurre esplorazioni umane su Marte dopo aver acquisito un'adeguata conoscenza sul pianeta tramite missioni robotiche e dopo aver dimostrato con successo delle missioni sostenibili di esplorazione umana della Luna

#### Capacità di trasporto spaziale in supporto all'esplorazione
- Sviluppare un nuovo veicolo di esplorazione con equipaggio (Crew Exploration Vehicle) per le missioni oltre l'orbita terrestre bassa;
- Condurre il test iniziale di volo prima del termine di questo decennio per ottenere la capacità operativa per il supporto di missioni umane di esplorazione non oltre il 2014
- Separare, per quanto è possibile, il trasporto dell'equipaggio dal trasporto di materiali verso la Stazione Spaziale internazionale e per il lancio di missioni di esplorazione oltre l'orbita bassa terrestre
- Acquisire la capacità di trasporto cargo appena essa sia pratica e conveniente per sostenere le missioni da e verso la Stazione Spaziale Internazionale
- Acquisire la capacità di trasporto dell'equipaggio da e verso la Stazione Spaziale Internazionale, come richiesto, dopo il ritiro dello Space Shuttle dal servizio